# Zemen (huyện)
Zemen là một huyện thuộc tỉnh Pernik, Bungaria. Dân số thời điểm năm 2001 là 4139 người.